# 威氏異胎䲁
威氏異胎䲁（學名：Heteroclinus wilsoni），為輻鰭魚綱䲁形目胎䲁科異胎䲁屬的一個種，分布於東印度洋南澳大利亞、塔斯馬尼亞至新南威爾斯海域，深度0至20公尺，本魚體延長且側扁，眼眶上及鼻孔有觸鬚，體深紅褐色至綠色，覆蓋著微小的白點，沿著身體側面有8個斷開的垂直條紋，通常沿著背部形成鞍狀，條紋延伸至背鰭及臀鰭，在眼睛後面有一個大的白色到銀色的斑點，體長可達14公分，棲息在藻類生長的礁石區，雌魚產附著性卵，雄魚會守護卵，幼魚為浮游性，生活習性不明。